# Elefant
Pháo tự hành chống tăng Elefant (tên tiếng Anh: "elephant" (con voi); số sê-ri Sd.Kfz. 184, tiếng Đức Panzerjäger Tiger (P) Elefant) còn có tên gọi khác là Ferdinand, là tên một loại pháo tự hành chống tăng hạng nặng của Đức Quốc xã trong thế chiến II. Elefant được phát triển và sản xuất bởi Ferdinand Porsche.

## Phát triển
Elefant nằm trong dự án pháo tự hành hạng nặng Marder (bắt đầu từ năm 1941-1942) của tập đoàn Ferdinand Porsche. Thân và gầm Elefant được phát triển từ khung thân của xe tăng hạng nặng thử nghiệm Tiger (P) (VK 45.01). Trọng lượng và loại xích vẫn giữ nguyên nhưng có sự thay đổi về số mắt xích và chiều dài. Hệ thống treo gồm có 6 bu-gi được gắn trên các thanh xoắn.Động cơ được đặt ở giữa thân tăng để thêm chỗ cho tăng, sử dụng điện năng để hoạt động-lấy vận động cơ học từ các đĩa xích đằng sau.
Động cơ 300 hp Maybach HL 120 TRM của Elefant sử dụng hai bộ tản nhiệt được nối đến hai máy phát điện (sử dụng vận động cơ học của xích tăng để lấy năng lượng). Ngoài ra, hai máy phát điện còn cung cấp điện cho cả hệ thống lái và toàn bộ hoạt động của điện đàm bên trong tăng. Sự vận hành trên được gọi là "petro-electrical". Tuy nhiên giá thành quá đắt và lượng nhiêu liệu quá tốn kém khiến hệ thống này không được sử dụng rộng rãi. Trọng lượng quá lớn của xe (65 - 70 tấn) cũng khiến xích của Elefant thường xuyên hư hỏng (cứ 500 km là phải thay lại).
Toàn bộ chỗ bên trong tăng được chia ra làm 2 ngăn. Ngăn đầu tiên là dành cho lái tăng, chỉ huy, pháo thủ hoạt động. Ngăn thứ hai dành cho người điều khiển điện đàm và nối điện thoại hoạt động. Xích sau nối với thân tăng qua đĩa nằm gần động cơ.
Quyết định thêm 100mm giáp bọc ở phần trước Elefant của Porsche AG đã làm cho toàn bộ phần giáp trước (tháp pháo + khiên đỡ + thân tăng) dày tới 200mm và trọng lượng tăng thêm 5 tấn nữa. Vì động cơ được đặt ở giữa nên chỗ để pháo và súng phụ có một ngăn riêng biệt (phân cách với ngăn dành cho người điều khiển điện đàm). Việc cải thiện lại chỗ trống bên trong để không phải phân ngăn được hoàn thành vào tháng 5/1943.
Elefant được trang bị pháo PaK 43/2 L/71 (PaK 43/2 được chế tạo nhằm mục đích thay thế pháo lưỡng dụng Flak 88mm nổi tiếng của Đức Quốc xã đang được sử dụng rộng rãi trên chiến trường thời bấy giờ). Pháo L/71 dài hơn pháo L/56 Flak 18 và Flak 36 nên tất nhiên là khả năng, tốc độ đạn và tầm bắn của nó sẽ cao hơn. Ngoài ra loại đạn L/71 sử dụng khá dài và đặc biệt, sơ tốc đạn của L/71 rất cao nên đường bay của đạn sẽ đi rất chính xác đến mục tiêu mà ít bị tản mát theo tiêu chuẩn thời đó. Với những cải tiến đặc biệt trên 88mm L/71 có thể vượt cả "đàn anh" Flak 88mm của mình và trở thành một loại pháo sát thủ đối với những thiết giáp đối phuơng. Yếu điểm lớn nhất của L/71 là chỉ nâng lên được có 25 độ và tốc độ quay sang hai bên hơi chậm, nòng pháo dài nên xe dễ bị vướng khi di chuyển tại địa hình có nhiều vật cản.

## Sản xuất
Để chuẩn bị cho việc sản xuất Elefant, Porsche AG đã lên kế hoạch sản xuất khoảng 100 khung tăng Tiger-I tại một nhà máy ở Sankt Valentin, Áo. Porsche đã hoàn thành được 2/3 dự án thì có lệnh từ OKH là phải chế tạo và thiết kế Tiger-II. Như vậy có tổng cộng 91 khung tăng Tiger-I được sản xuất (sê-ri số 150010-150100).
Vào tháng 6/1943, 89 trong số 91 chiếc Elefant (mới được xuất xưởng) được điều động tham gia trận vòng cung Kursk. Khoảng 40 chiếc bị phá hủy hoàn toàn, 50 chiếc còn lại phần lớn bị hư hại nặng và phải quay về xưởng sửa chữa.
Trong khoảng tháng 10-11/1943, 48 chiếc Elefant trong tổng số 50 chiếc còn lại đã được đưa về Đức để sửa chữa và thay súng phụ bằng MG-34. Vòm quan sát được thay thế lại bằng vòm của pháo tự hành StuG-III. Tất cả những cải tiến trên lại tiếp tục tăng trọng lượng của Elefant thêm 5 tấn nữa (từ 65 tấn lên 70 tấn).

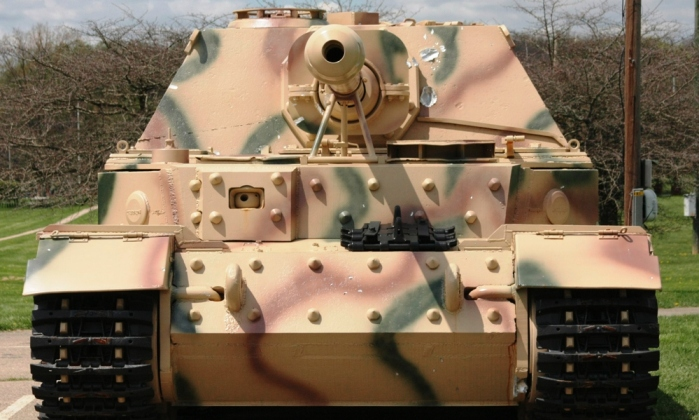
Elefant nhìn từ mặt trước

## Đơn vị sử dụng
Elefant thường được phân vào các sư đoàn bộ binh hoặc tăng phục kích.Trong các sư đoàn bộ binh, Elefant có nhiệm vụ hỗ trợ từ đằng xa giúp bộ binh xông lên.Trong trận Kursk, Elefant được cho vào các sư đoàn Panzer chính có nhiệm vụ phá huỷ các lớp phòng thủ vững chắc của Liên Xô.Trong trận Berlin, Elefant được sử dụng để bao vây và tấn công các sư đoàn thiết giáp của Đồng Minh và Liên Xô.

## Lịch sử hoạt động

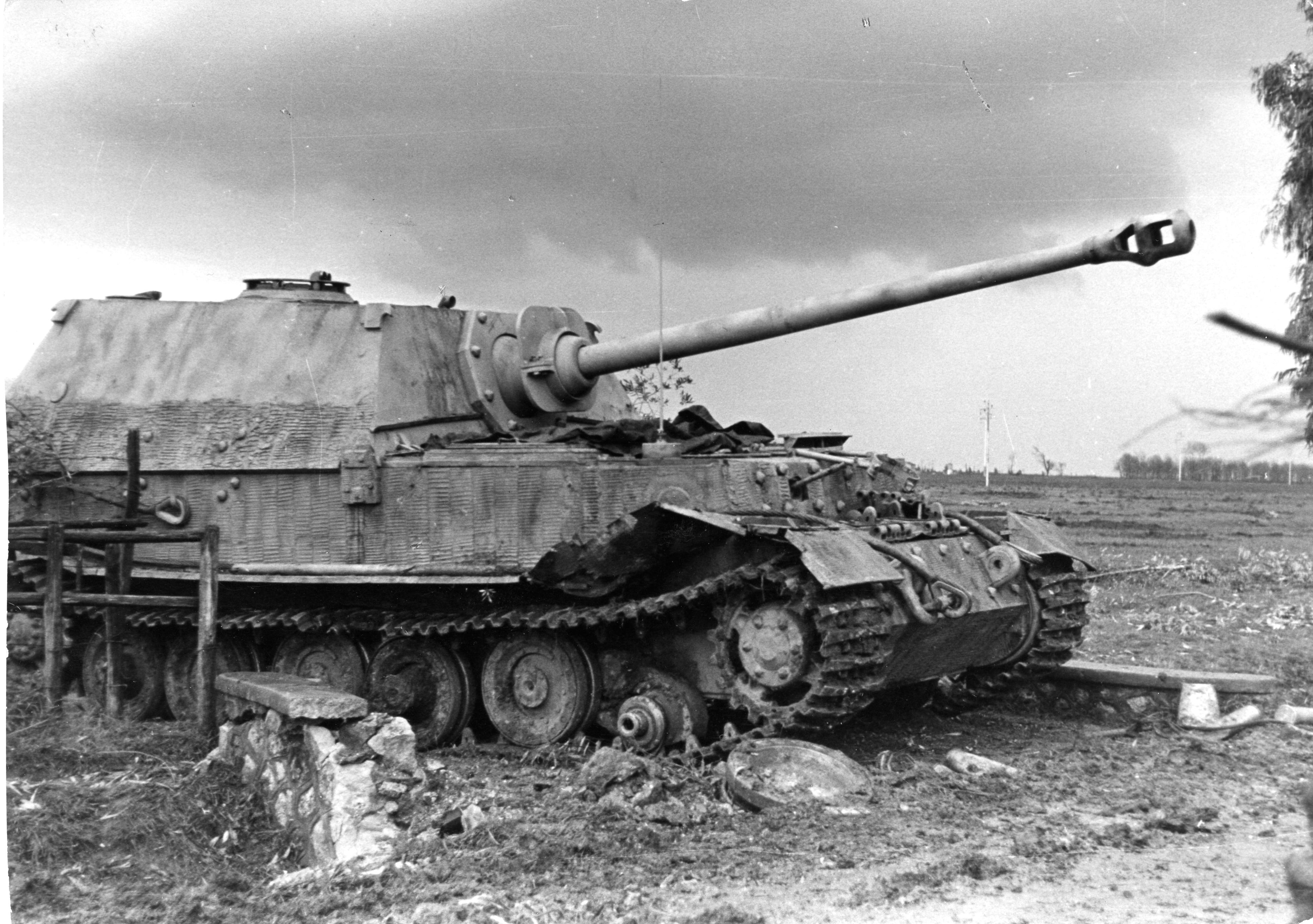
Một chiếc Elefant bị phá huỷ đâu đó tại Ý, năm 1944

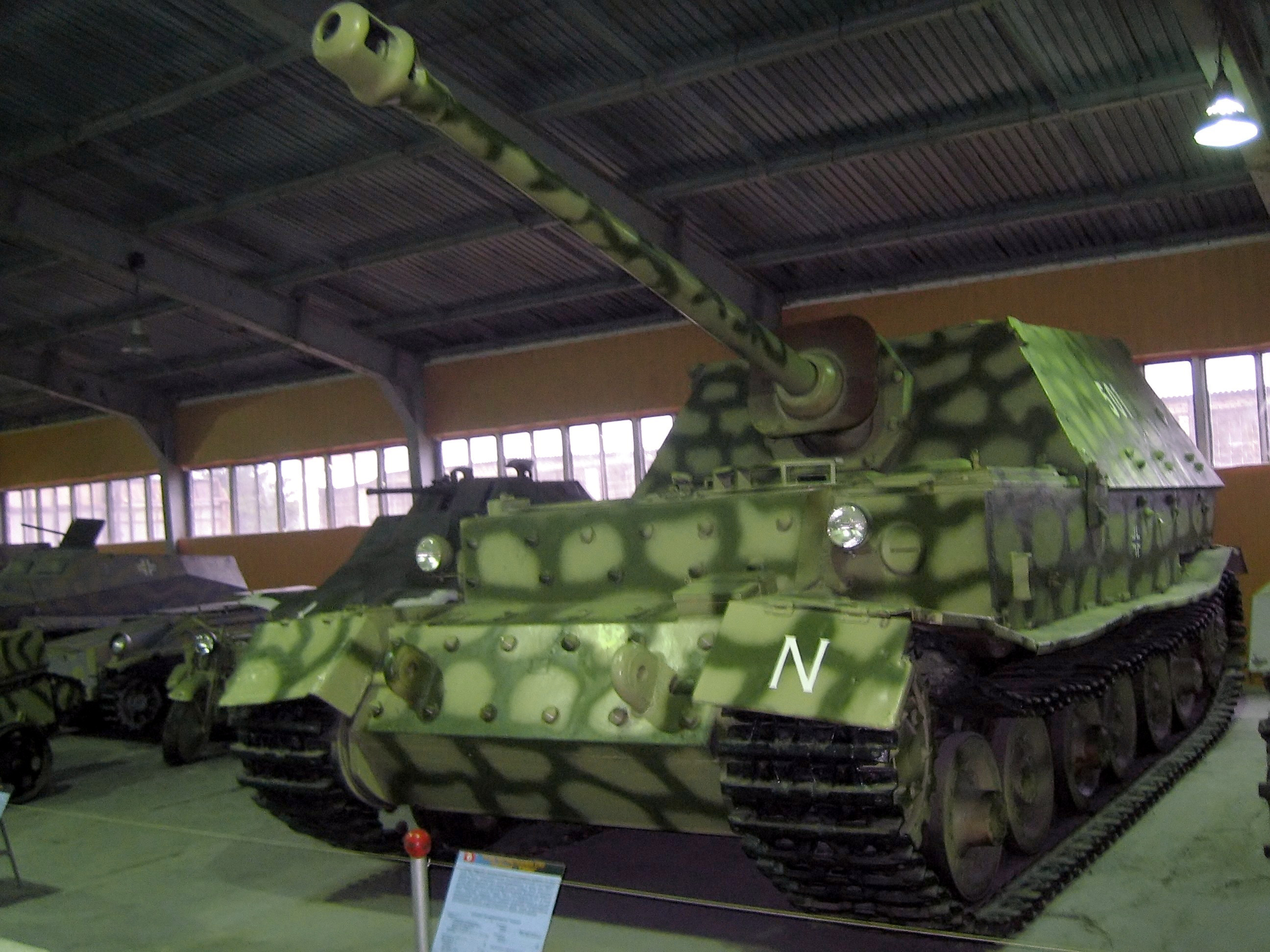
Elefant tại bảo tàng thiết giáp Kubinka, Nga.

Trận Kursk là trận có số Elefant được triển khai nhiều nhất (khoảng 90 chiếc). Mặc dù tiêu diệt được nhiều thiết giáp của phe Liên Xô nhưng màn trình diễn của Elefant tại trận Kursk được xem là rất tệ hại. Chỉ mới có hai ngày đầu, bốn chiếc Elefant đã bị phá huỷ và nhiều chiếc khác bị hư hại nặng. Gần như tất cả 90 chiếc bị tiêu diệt hoặc hư hại nặng chỉ sau vài tuần. Đa số chúng ít bị bắn hỏng mà là do sai lầm của kíp lái, bị hỏng động cơ hoặc cán phải mìn làm hỏng xe. Số thiết giáp của Liên Xô khi đối đầu trực diện không thể nào đấu lại Elefant, nhưng nếu có thể tìm cách bắn vào hông xe hoặc có máy bay yểm trợ thì tình huống sẽ trở nên khác biệt. Vì trọng lượng cồng kềnh của mình nên Elefant rất khó để rút lui hoặc kéo về nếu như có hư hỏng. Phải cần tới 5 chiếc xe kéo tăng chuyên dụng Bergepanzer IV mới có thể kéo được 1 chiếc Elefant, trong điều kiện chiến đấu ác liệt thì rất khó kiếm được nhiều xe kéo như vậy. Vì vậy nhiều chiếc Elefant bị hỏng đã không thể kéo về được và tổ lái đành phải phá hủy để tránh bị đối phuơng chiếm mất.
Mặc dù những khuyết điểm là như vậy nhưng Elefant cũng đã thể hiện một sức mạnh rất ấn tượng trên chiến trường. Tiểu đoàn pháo tự hành hạng nặng số 653 của Đức đã phá huỷ hoặc bắn hỏng 320 thiết giáp của Liên Xô trong trận Kursk, trong khi chỉ mất 13 chiếc Elefant bị phá hủy và 30 chiếc hỏng nặng. Tỉ lệ ấn tượng trên có được là nhờ lớp giáp bọc rất dày và vũ khí của Elefant rất tốt - tạo điều kiện cho Elefant có thể tiêu diệt mọi loại xe tăng Liên Xô thời đó ở cự ly rất xa (tới 3 km), ngoài tầm mà xe tăng Liên Xô có thể đáp trả. Loại xe duy nhất của Liên Xô có thể phá hủy giáp trước của Elefant vào thời điểm năm 1943 chỉ có pháo tự hành SU-152, nhưng khi đó SU-152 vẫn chưa được sản xuất nhiều (lực lượng Liên Xô trong trận Kursk chỉ có 36 xe loại này). Phải tới năm 1944, những loại xe Liên Xô có thể xuyên phá giáp trước của Elefant như IS-2, ISU-152, SU-100,... mới đi vào sản xuất với số lượng lớn.

## Những chiếc còn sót lại

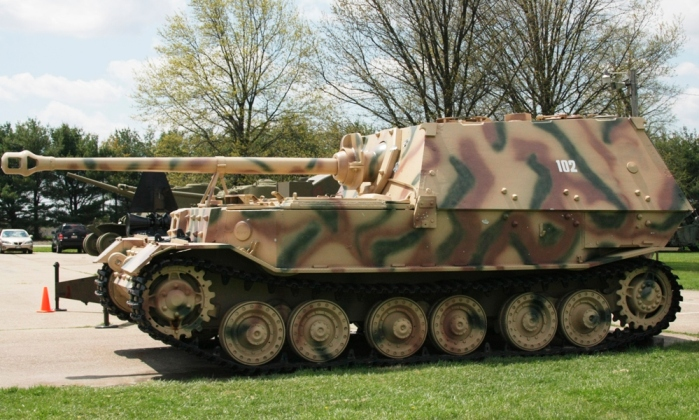
Chiếc Elefant duy nhất được phục chế lại tại bảo tàng chiến tranh Mỹ

Hiện giờ chỉ còn sót lại hai chiếc Elefant. Một chiếc bị bắt giữ bởi Hồng Quân trong trận vòng cung Kursk (đang được trưng bày tại bảo tàng thiết giáp Kubinka) và chiếc còn lại bị bắt giữ bởi quân đội Mỹ (đang được trưng bày tại bảo tàng chiến tranh Mỹ). Mẫu Elefant tại bảo tàng chiến tranh Mỹ được phục chế để trình diễn trước công chúng vào năm 2007-2008. 